# Lecanoromycetes
Die Lecanoromycetes sind eine Klasse der Schlauchpilze. Mit rund 13.500 Arten sind sie die artenreichste Pilz-Klasse. Zu ihr gehören die meisten Flechtenbildenden Pilze.

## Merkmale
Der Großteil der Arten bildet apothecische Fruchtkörper. Einige Familien (Porinaceae, Thelenellaceae und Verwandte) bilden auch perithecische Fruchtkörper. Die Asci sind meist bitunicat, auch wenn die Struktur anders ist als bei den anderen bitunicaten Klassen. Häufig sind die Asci vielschichtig, manchmal aber auch prototunicat (Caliciaceae), oder unitunicat (Porinaceae, Coenogoniaceae). Der Öffnungsmechanismus der Asci ist bei den meisten Arten rostrat, semifissitunicat oder bilabiat. Die Ascus-Wände und die verdickte Spitze färben sich mit Iod blau. Die Ascosporen sind ein- bis mehrfach septiert, selten pluriloculär, sowie hyalin oder pigmentiert. Es werden teilweise über 100 Sporen pro Ascus gebildet, dieses Merkmal hat sich jedoch mehrmals unabhängig innerhalb der Klasse entwickelt.
Die Paraphysen sind einfach oder verzweigt, und häufig an der Spitze geschwollen. Das Hymenium ist häufig gelartig.
Die Lecanoromycetes bilden ein großes Spektrum an sekundären Inhaltsstoffen; dazu zählen Polyketid-Abkömmlinge (wie Depside, Depsidone, Anthrachinone und Xanthone), Terpene und Pulvinsäure-Derivate.
Die Nebenfruchtformen (Anamorphe), sofern bekannt, bilden Pyknidien.

## Lebensweise
Der überwiegende Teil der Arten bildet meist mit verschiedenen Grünalgen Flechten. Als Photobionten kommen Chlorococcales, Trebouxiophyceae (die häufigsten Gattungen sind Asterochloris, Coccomyxa, Dictyochloropsis, Trebouxia), fädige Grünalgen (Trentepohlia, Pycopeltis), sowie Cyanobakterien (Calothrix, Nostoc, Scytonema, Stigonema) vor. In manchen Flechten, besonders häufig in der Ordnung Peltigerales, kommen Cyanobakterien als sekundäre Photobionten neben Grünalgen vor. Zur Klasse gehören rund 90 Prozent aller Flechtenbildenden Pilzarten.
Manche Arten wachsen auf anderen Flechten (lichenicol), manche leben als Saprobiont.

## Systematik
Die Lecanoromycetes sind eng mit den Eurotiomycetes verwandt. Ob sie die Schwestergruppe sind, ist noch nicht geklärt.
Die innere Systematik dieser artenreichen Gruppe war lange im Fluss. Mit Stand 2020 gibt es folgende Übersicht:
- Unterklasse Acarosporomycetidae
  - Ordnung Acarosporales
- Unterklasse Lecanoromycetidae
  - Ordnung Caliciales
  - Ordnung Lecanorales
  - Ordnung Lecideales
  - Ordnung Leprocaulales
  - Ordnung Peltigerales
  - Ordnung Rhizocarpales
  - Ordnung Sporastatiales
  - Ordnung Teloschistales

Die Familien Biatorellaceae, Helocarpaceae und Pachyascaceae sind noch innerhalb der Unterklasse von unsicherer Stellung.
- Unterklasse Ostropomycetidae
  - Ordnung Baeomycetales
  - Ordnung Graphidales
  - Ordnung Gyalectales
  - Ordnung Ostropales
  - Ordnung Pertusariales
  - Ordnung Sarrameanales
  - Ordnung Schaereriales
  - Ordnung Thelenellales

Die Familie Epigloeaceae ist noch innerhalb der Unterklasse von unsicherer Stellung.
- Unterklasse Umbilicariomycetidae
  - Ordnung Umbilicariales

- incertae sedis (keiner Unterklasse zugeordnet)
  - Ordnung Micropeltidales
  - Ordnung Turquoiseomycetales

Die früher zur Klasse gezählte Ordnung Candelariales ist nun in einer eigenen Klasse, die Candelariomycetes.
Die Systematik der Lecanoromycetes hat sich seit Beginn der DNA-Sequenz-Analysen gegenüber der auf phänotypischen Merkmalen, besonders der Öffnungsbereiche der Asci, basierenden Systematik sehr stark verändert.
Miadlikowska et al. haben folgendes, vorläufiges Kladogramm erstellt, bei dem besonders die Stellung der Candelariales und der Umbilicariales unsicher ist.
|  | Ostropomycetidae                                                     |
|  |                                                                      |
|  | \| \| Umbilicariales \| \| \| \| \| \| Lecanoromycetidae \| \| \| \| |
|  |                                                                      |
|  | Umbilicariales                                                       |
|  |                                                                      |
|  | Lecanoromycetidae                                                    |
|  |                                                                      |

|  | Umbilicariales    |
|  |                   |
|  | Lecanoromycetidae |
|  |                   |

|  | Ostropomycetidae                                                     |
|  |                                                                      |
|  | \| \| Umbilicariales \| \| \| \| \| \| Lecanoromycetidae \| \| \| \| |
|  |                                                                      |
|  | Umbilicariales                                                       |
|  |                                                                      |
|  | Lecanoromycetidae                                                    |
|  |                                                                      |

|  | Umbilicariales    |
|  |                   |
|  | Lecanoromycetidae |
|  |                   |

|  | Ostropomycetidae                                                     |
|  |                                                                      |
|  | \| \| Umbilicariales \| \| \| \| \| \| Lecanoromycetidae \| \| \| \| |
|  |                                                                      |
|  | Umbilicariales                                                       |
|  |                                                                      |
|  | Lecanoromycetidae                                                    |
|  |                                                                      |

|  | Umbilicariales    |
|  |                   |
|  | Lecanoromycetidae |
|  |                   |

|  | Ostropomycetidae                                                     |
|  |                                                                      |
|  | \| \| Umbilicariales \| \| \| \| \| \| Lecanoromycetidae \| \| \| \| |
|  |                                                                      |
|  | Umbilicariales                                                       |
|  |                                                                      |
|  | Lecanoromycetidae                                                    |
|  |                                                                      |

|  | Umbilicariales    |
|  |                   |
|  | Lecanoromycetidae |
|  |                   |